# Tajan (Altos Pirenéus)
Tajan é uma comuna francesa na região administrativa da Occitânia, no departamento dos Altos Pirenéus. Estende-se por uma área de 4.93 km², e possui 132 habitantes, segundo o censo de 2018, com uma densidade de 27 hab/km².